# Emmett Cullen
Emmett McCarty Cullen è un personaggio della serie di Twilight, scritta da Stephenie Meyer. È stato salvato da Rosalie Hale dall'essere sbranato da un orso nel 1935 e portato da Carlisle Cullen che lo ha trasformato in vampiro. Negli adattamenti cinematografici della saga, Emmett è interpretato dall'attore e modello Kellan Lutz.

## Storia personale
Emmett è stato trasformato in vampiro da Carlisle all'età di 20 anni, due anni dopo la trasformazione di Rosalie. Il ragazzo stava cacciando nelle montagne del Tennessee, quando è stato assalito da un orso. Rosalie, trovandolo in punto di morte, lo portò a casa nel tentativo di salvarlo. Emmett descrive l'esperienza come l'essere salvato da un angelo che l'ha portato a Dio.
In Eclipse, Rosalie confessa a Bella di aver salvato Emmett in quanto l'innocenza e le fossette del ragazzo le ricordavano il figlio della sua migliore amica.
Dopo il doloroso periodo della trasformazione, Rosalie e Carlisle chiarirono che cos'era successo e specialmente il fatto che da quel momento in avanti sarebbe vissuto come vampiro. Tutto questo non turbò Emmett, come invece i due si aspettavano. Inizialmente ebbe comunque qualche problema ad adattarsi alle regole dei vampiri, e finì col bere sangue umano in diverse occasioni.

## Aspetto fisico
Emmett è descritto bellissimo e molto pallido, come tutti gli altri membri della famiglia Cullen. È molto muscoloso, con capelli ricci scuri, occhi dorati e delle fossette che Rosalie descrive bellissime. È  alto circa 1,95 m. Anche se tutti i Cullen hanno una forza sovrumana, Emmett li batte tutti senza problemi.
Edward dice che il suo stile di caccia ricorda un orso.

## Poteri e abilità
Emmett è fisicamente il più forte di tutti i vampiri, sia della sua famiglia che di tutta la serie.
Perde con Bella ad una prova di braccio di ferro solo perché trasformata da poco in vampiro, quindi essendo neonata ha per un breve periodo più forza.
Come ogni vampiro possiede velocità e resistenza sovrumane.

## Relazioni

### Rosalie Hale
Rosalie è la moglie di Emmett, i due sono innamorati da quando lei l'ha salvato dall'attacco dell'orso. Si sono sposati diverse volte per dimostrarlo. Emmett farebbe qualunque cosa per rendere felice Rosalie e, dal momento che lei ama attirare l'attenzione, celebrano un nuovo matrimonio ogni poco tempo. Ogni volta i due vivono per un po' lontano dagli altri come sposi novelli.